# Günter Imhof
Günter Imhof (* 27. Januar 1934; † 15. Juni 2010) war ein deutscher Fußballspieler und einer der ersten Fußballnationalspieler der DDR.

## Sportliche Laufbahn
Als Jugendlicher spielte Imhof bis Oktober 1952 in der drittklassigen Bezirksliga bei der Betriebssportgemeinschaft (BSG) Empor in Halle (Saale). Dort machte er so nachdrücklich auf sich aufmerksam, dass er schon als 18-Jähriger am 21. September 1952 im ersten Spiel der DDR-Nationalmannschaft gegen Polen (0:3) ohne Erstligaerfahrung als Mittelstürmer eingesetzt wurde. Als späterer Republikflüchtling durfte er nicht weiter in der A-Nationalmannschaft spielen, sodass sein zweiter Einsatz im Spiel gegen Rumänien am 26. Oktober 1952 (1:3) sein letzter blieb. In der B-Nationalmannschaft war Imhof im Juni 1957 rund zweieinhalb nach seiner Rückkehr in die DDR einmal am Ball. Zu Auswahlehren im Nachwuchsbereich kam die Offensivbereich erst nach seinen beiden Einsätzen in der A-Elf – und dies sowohl vor seiner Flucht (im Juli 1953) als auch danach (Juli/August 1956). In seinem Debüt für die damalige U-23-Nationalelf gelang ihm in der ersten Partie dieser Auswahl der 1:0-Siegtreffer in Karl-Marx-Stadt gegen den Nachwuchs aus ČSR.
Ab Ende Oktober 1952 spielte Imhof beim amtierenden DDR-Fußballmeister BSG Turbine Halle und kam erst nach seinen beiden Länderspielen ab Mitte November erstmals in der höchsten Spielklasse der DDR zum Einsatz. In dieser Spielzeit konnte die Mannschaft aber nicht mehr an ihren Vorjahreserfolg anknüpfen und landete auf dem enttäuschenden 13. Platz.
Imhof wechselte daraufhin im Juli 1953 zum Bezirksrivalen BSG Motor Dessau, der sich mit Rang 6 deutlich besser platziert hatte. Dort absolvierte er jedoch kein einziges Punktspiel, denn kurz nach seinem Wechsel verließ er, offenbar enttäuscht über die Niederschlagung des Volksaufstandes vom 17. Juni, die DDR. Er schloss sich der in der Bundesrepublik in der Oberliga Süd vertretenen SpVgg Fürth an, wurde dort aber in anderthalb Spielzeiten bis zum Jahreswechsel 1954/55 nur in einem Spiel eingesetzt.
Danach kehrte er in seine Heimatstadt Halle zurück und schloss sich seiner alten Mannschaft – seit September 1954 als SC Chemie Halle-Leuna firmierend – an. Ab Januar 1955 kam er zu neun Einsätzen in der Saison 1954/55, die mit dem Abstieg der Hallenser endete. Mit dem SC Chemie konnte er ein Jahr später seinen größten Erfolg feiern, als er mit seiner Mannschaft am 16. Dezember 1956 sensationell als Zweitligist das Endspiel um den DDR-Pokal mit 2:1 gegen den Oberligisten ASK Vorwärts Berlin gewinnen konnte. Imhof schoss dabei im Finale in der 84. Minute das 2:1-Siegtor. Da Chemie Halle-Leuna parallel auch der Wiederaufstieg gelang, spielte Imhof ab 1957 wieder in der höchsten DDR-Fußballklasse. Seine Mannschaft verfügte allerdings langfristig nicht über die notwendige Klasse. Nach einem 12. Platz 1957, punktgleich mit der die Spielklasse verlassenden BSG Lokomotive Stendal, musste sie 1958 – in dem Sommer nach dem Zusammenschluss mit der Fußballsektion der SC Wissenschaft Halle als SC Chemie Halle neu gegründet – als Oberligavorletzter erneut absteigen.
Um weiter in der Oberliga spielen zu können, wechselte Imhof zum Vizemeister SC Motor Jena. Dort spielte er bis zum Jahr 1961 und konnte mit seiner Mannschaft 1960 noch einmal einen Pokalsieg feiern, wurde aber im Gegensatz zum Sieg mit Halle, bei dem er vor vier Jahren der Matchwinner war, im Endspiel (3:2 gegen Empor Rostock) jedoch nicht eingesetzt. Nachdem Imhof mit 27 Jahren verhältnismäßig früh mit dem Leistungsfußball nach insgesamt 105 Erstligaspielen (104 in der DDR/1 in der Bundesrepublik) abgeschlossen hatte, ließ er seine Karriere bei unterklassigen Mannschaften in Jena ausklingen. Der BSG Motor Zeiss Jena verhalf er 1962 zum Aufstieg in die drittklassige II. DDR-Liga, mit der BSG Chemie Jena schaffte er 1966 den Aufstieg in die zweitklassige DDR-Liga. In der Südstaffel der Liga spielte Imhof 1966/67 seine letzten sieben Partien im höherklassigen DDR-Fußball. Den Abstieg konnte die Chemie-Elf aus Jena in dieser Spielzeit als Tabellenletzter nicht verhindern.